# La Soupe de pierres

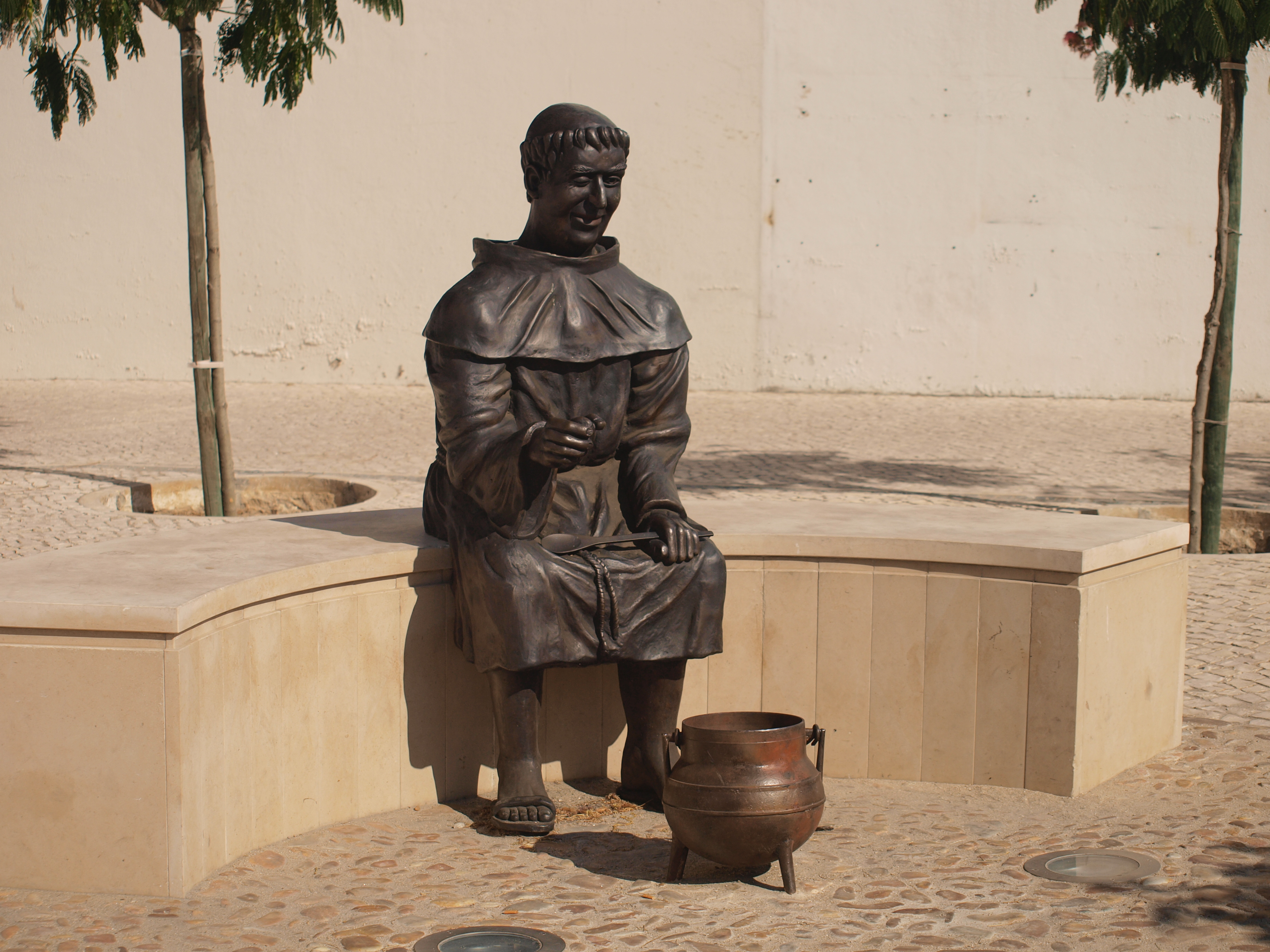
Statue d'un moine et soupe en pierre à Almeirim, Portugal.

La Soupe de pierres est un conte traditionnel (classification Aarne-Thompson-Uther 1548) qui montre comment la débrouillardise, l'initiative et la coopération permettent de sortir de l'embarras. Il illustre le proverbe « Aide-toi et le ciel t'aidera. »
Il est aussi connu sous les titres de La Soupe au clou, La Soupe de cailloux…
La première version connue de ce conte est collectée par Madame Dunoyer dans ses Lettres historiques et galantes (1720).